# Grupa pułkownika Wacława Przeździeckiego
Grupa pułkownika Wacława Przeździeckiego – związek taktyczny Wojska Polskiego z okresu wojny polsko-bolszewickiej.

## Struktura organizacyjna
Skład w sierpniu 1920:
- dowództwo grupy
- dowództwo XXIX Brygady Piechoty
  - kompania telegraficzna
  - pluton żandarmerii
- 3/XI batalionu saperów
- 59 pułk piechoty
- 60 puk piechoty
- 61 pułk piechoty
- 15 pułk artylerii polowej (bez III da)
- I/15 pułku artylerii ciężkiej
- I warszawski batalion etapowy
- I/223 pułku piechoty
- dywizjon jazdy ochotniczej
- kombinowany szwadron 2 pułku ułanów

Razem w stanie bojowym Grupa liczyła 39 oficerów, 2735 „bagnetów” i 190 „szabel”, posiadała 16 karabinów maszynowych i 32 działa